# Last Life in the Universe
Last Life in the Universe (in thailandese เรื่องรัก น้อยนิด มหาศาล, Rueangrak noinit mahasan, lett. "Una piccola, immensa storia d'amore") è un film del 2003 diretto da Penek Rattanarueang. Il film è stato il candidato ufficiale per la Thailandia nella corsa per l'Oscar al miglior film straniero nel 2003, senza però entrare nella cinquina finale.
È stato presentato in concorso alla 60°ma Mostra del Cinema di Venezia nella sezione "Controcorrente " (2003), dove Tadanobu Asano ha vinto l'Upstream Prize come Miglior attore.

## Trama
Bangkok: Kenji, un bibliotecario giapponese, conduce una vita solitaria e il suo unico interesse è la lettura. Dopo aver tentato, invano e per l'ennesima volta, il suicidio, Kenji si vede arrivare in casa suo fratello, uno yakuza in fuga dal Giappone per aver violentato la figlia del suo boss. La sua permanenza però, dura solo pochi giorni; un killer, inviato dal boss, lo uccide in casa di Kenji che, per legittima difesa, lo uccide a sua volta, con la pistola del fratello. Kenji abbandona casa, con i due cadaveri che ancora giacciono nel salotto, e decide di farla finita, gettandosi da un ponte. Ma ancora una volta, il suo proposito di suicidarsi viene interrotto, stavolta dall'intervento di Nid, una ragazza che aveva intravisto tempo prima in biblioteca; nell'istante in cui loro due, sul ponte, incrociano gli sguardi, un'auto sopraggiunge ed investe mortalmente Nid, sotto gli occhi della sorella Noi e dello stesso Kenji. Kenji -in preda ai sensi di colpa- e Noi tentano di farsi forza l'un l'altra e Noi acconsente ad accoglierlo nella sua fatiscente e disastrata casa. Col passare dei giorni, imparano a conoscersi e tra loro due si instaura un profondo legame d'amore quasi fraterno, una relazione platonica che dà a Kenji la ragione per andare avanti ed a Noi per dimenticare sua sorella Nid.

## Produzione[1]
- Il regista aveva in mente di girare questo film già qualche anno prima, ma decise di accantonare il progetto per dirigere invece un altro film. L'occasione di girare Last Life in the Universe gli si è ripresentata quando è riuscito a coinvolgere nel progetto Tadanobu Asano, Takashi Miike e il direttore della fotografia Christopher Doyle, persone che Ratanaruang stimava per via dei loro lavori.
- Il film è stato girato in sequenza, ovvero nell'ordine in cui si susseguono le scene. Il titolo del film appare sullo schermo dopo trenta minuti dall'inizio della pellicola.

## Citazioni e riferimenti ad altre pellicole
- Nella biblioteca, è possibile notare il poster del film Ichi the Killer, in omaggio a Tadanobu Asano e Takashi Miike.[2]
- Il regista Ratanaruang ha citato Woody Allen tra i suoi cineasti preferiti e lo ha omaggiato con la presenza del maggiolino decappottabile della Volkswagen; l'auto, qui utilizzata dai due protagonisti, è la vettura che Diane Keaton guida nel film Io e Annie dello stesso Allen.[2]